# Luis Adriano Piedrahíta Sandoval
Luis Adriano Piedrahíta Sandoval (ur. 7 października 1946 w Palmirze, zm. 11 stycznia 2021 w Santa Marta) – kolumbijski duchowny rzymskokatolicki, od 2014 do swojej śmierci w 2021 biskup Santa Marta.

## Życiorys
Święcenia kapłańskie otrzymał 29 października 1972 i został inkardynowany do archidiecezji Cali. Pracował przede wszystkim jako duszpasterz parafialny. Był także m.in. wykładowcą w archidiecezjalnym seminarium, wikariuszem sądowym oraz wikariuszem biskupim dla południowej części archidiecezji oraz dla rejonu Zona 3.
19 lipca 1999 został prekonizowany biskupem pomocniczym Cali ze stolicą tytularną Centenaria. Sakry biskupiej udzielił mu 8 września 1999 ówczesny metropolita Cali, Isaías Duarte Cancino.
3 lipca 2007 papież Benedykt XVI mianował go biskupem Apartadó.
5 sierpnia 2014 otrzymał nominację na biskupa Santa Marta, zaś 8 października 2014 kanonicznie objął urząd.